# Marty Feldman
Marty Feldman, właściwie Martin Alan Feldman (ur. 8 lipca 1934 w Londynie, zm. 2 grudnia 1982 w mieście Meksyk) – brytyjski scenarzysta, komik i aktor charakterystyczny; a także reżyser. Nominowany do nagrody Złotego Globu za drugoplanową rolę w filmie Nieme kino (1976).

## Życiorys
Marty Feldman urodził się w roku 1934 (niektóre źródła podają błędnie rok 1933) w East End, ubogiej dzielnicy Londynu, w rodzinie żydowskich imigrantów z Kijowa. Jego ojcem był Myer Feldman, krawiec.
Feldman porzucił szkołę w wieku lat 15, chcąc zostać muzykiem jazzowym. Wkrótce odkrył jednak u siebie zamiłowanie do komedii. W roku 1954 utworzył z Barrym Tookiem spółkę autorską, która pisała scenariusze do udanych telewizyjnych seriali komediowych, m.in. The Army Game, Bootsie and Snudge, a także słuchowiska radiowego Round the Home. W roku 1966 był jednym z autorów serialu telewizyjnego The Frost Report, uważanego za szczególnie ważny w historii brytyjskiej komedii, gdyż debiutowali w nim członkowie przyszłej grupy Monty Pythona.
Marty Feldman ożenił się w roku 1959 z Laurettą Sullivan (1935−2010). Byli małżeństwem do śmierci aktora w 1982.
W roku 1961 u Feldmana zdiagnozowano silną nadczynność tarczycy (chorobę Gravesa-Basedowa). Choroba ta trwale zmieniła jego wygląd, nadając mu charakterystyczny wytrzeszcz oczu, który stał się potem jego znakiem rozpoznawczym jako aktora.
Na ekranie TV Feldman po raz pierwszy pojawił się w roku 1967, w programie At Last the 1948 Show, wraz z Johnem Cleese, Grahamem Chapmanem i Timem Brooke-Taylorem. Sukces który osiągnął tym programem sprawił, że BBC zaproponowało mu własny, autorski show Marty (później tytuł zmieniono na It’s Marty). Dwukrotnie otrzymał za niego nagrodę BAFTA (jako najlepszy aktor komediowy i najlepszy autor). Program zdobył też uznanie międzynarodowe i został nagrodzony „Złotą Różą” festiwalu w Montreux.
Sukcesy te utorowały mu drogę do kariery w Hollywood i na ekrany kinowe. W amerykańskiej telewizji występował w Dean Martin Show, miał też własny program zatytułowany The Marty Feldman Comedy Machine. Pierwszą jego znaczącą kreacją na dużym ekranie była rola Igora w filmie Mela Brooksa Młody Frankenstein (1974). Film odniósł sukces, a produkcje kinowe stały się od tego czasu głównym zajęciem Marty’ego. W następnych latach wystąpił w kolejnej produkcji Brooksa pt. Nieme kino (1976) oraz w reżyserskim debiucie Gene’a Wildera, komedii zatytułowanej Przygody najsprytniejszego z braci Holmesów (1975). Sam napisał scenariusze i wyreżyserował dwa filmy: Ostatni film o Legii Cudzoziemskiej (1977) i Trapista w Los Angeles (1980).
Marty Feldman zmarł nagle 2 grudnia 1982, w pokoju hotelowym w mieście Meksyk, gdzie przebywał w związku ze zdjęciami do filmu Żółtobrody. Przyczyną śmierci był zawał serca, wywołany przez ostre zatrucie pokarmowe. Mel Brooks, w komentarzu DVD do filmu Młody Frankenstein, wymienia inne czynniki, które mogły się przyczynić do nagłej śmierci aktora: palił papierosy (5 paczek dziennie) i pił wielkie ilości kawy. Pomimo śmierci aktora film został ukończony, ale grana przez Feldmana postać ginie nagle przed jego końcem.
Został pochowany w Los Angeles na cmentarzu Forest Lawn Memorial Park.

## Filmografia

### Aktor
- Jednopokojowe mieszkanie (1969) jako pielęgniarz Arthur
- Bez podtekstów, proszę (1970) jako Teddy Brown
- Człowiek, który przyszedł na obiad (1972) jako Banjo
- Młody Frankenstein (1974) jako Igor
- Przygody najsprytniejszego z braci Holmesów (1975) jako sierżant Orville Stanley Sacker
- 40 gradi all’ombra del lenzuolo (1976; ang. Sex with a Smile) jako Alex
- Nieme kino (1976) jako Marty Eggs
- Ostatni film o Legii Cudzoziemskiej (1977) jako Digby Geste
- Trapista w Los Angeles (1980) jako brat Ambrose
- Muppety (1976-81; serial TV) – w roli siebie samego (gościnnie, 1981)
- Komedia z innego wymiaru (1982) jako Sylvester
- Żółtobrody (1983) jako Gilbert

### Reżyser i scenarzysta
- Ostatni film o Legii Cudzoziemskiej (1977)
- Trapista w Los Angeles (1980)